# 438
438 (CDXXXVIII) var ett normalår som började en lördag i den julianska kalendern.

## Händelser

### Februari
- 15 februari – Codex Theodosianus, en samling edikt inom romersk rätt, publiceras.

### Okänt datum
- Johannes Chrysostomos reliker överförs till Konstantinopel.
- Yazdegerd II blir kung av Persien.

## Födda
- Epiphanius av Pavia, biskop i Pavia.

## Avlidna
- Bahram V, kung av Persien.